# Аримори, Юко
Юко Аримори (род. 1966) — японская легкоатлетка, профессиональный марафонец.
Выступала за Японию на летних Олимпийских играх 1992 года, проходивших в Барселоне, Испания, в марафоне, где выиграла серебряную медаль со временем 2:32:49, отставая на восемь секунд от россиянки Валентины Егоровой. Эта тяжелая гонка была самым близким финишем в истории Олимпийских игр для мужчин и женщин того времени. На Олимпийских играх 1996 года в Атланте Аримори вернулась в олимпийский марафон, где завоевала бронзовую медаль и во второй раз финишировала позади Валентины Егоровой. Егорова пробежала дистанцию за 2:28:05. Хотя оба бегуна бежали на четыре минуты быстрее, чем в предыдущем олимпийском забеге, они уступили бегунью из Эфиопии Фатума Роба, которая завершила забег и выиграла золотую медаль со временем 2:26:05.
Аримори была первой женщиной, получившей профессиональный статус Японской любительской спортивной федерацией (JAAF), руководящей национальной ассоциацией легкой атлетики. Этот статус она получила в 1996 году, после ее второго и последнего выступления на Олимпийских играх в Атланте.
Перед Олимпийскими играми 1992 года Аримори участвовала в высотных тренировках в Колорадо.
Она вышла замуж за Габриэля Уилсона в январе 1998 года в Боулдере, штат Колорадо, США. Они официально развелись в июле 2011 года.